# Persone di nome Derek
| Questa pagina contiene informazioni ricavate automaticamente dalle voci biografiche con l'ausilio del template Bio e di un bot. L'aggiornamento è periodico e automatico e ricostruisce completamente la pagina. Se manca una persona in questa lista, sei pregato di non aggiungerla, ma accertati piuttosto che la sua voce biografica contenga il template Bio e che i dati anagrafici siano correttamente compilati. Se il template Bio manca, inseriscilo tu stesso o, in alternativa, metti l'avviso {{tmp\|Bio}} che ne segnala la mancanza. Se i dati riportati sono sbagliati, correggi direttamente la voce biografica; le modifiche saranno visibili in questa lista entro pochi giorni. Per chiarimenti vedi il progetto antroponimi. La lista contiene solo le 158 persone che sono citate nell'enciclopedia e per le quali è stato implementato correttamente il template Bio. Pagina aggiornata al 16 ott 2024. |

Questa è una lista di persone presenti nell'enciclopedia che hanno il prenome Derek, suddivise per attività principale.

## Allenatori di calcio(6)
- Derek Adams, allenatore di calcio e ex calciatore scozzese (Aberdeen, n. 1975)
- Derek Johnstone, allenatore di calcio e ex calciatore scozzese (Dundee, n. 1953)
- Derek McInnes, allenatore di calcio e ex calciatore scozzese (Paisley, n. 1971)
- Derek Mountfield, allenatore di calcio e ex calciatore inglese (Liverpool, n. 1962)
- Derek Trevis, allenatore di calcio e calciatore inglese (Birmingham, n. 1942 - Sacramento, † 2000)
- Derek Whyte, allenatore di calcio e ex calciatore scozzese (Glasgow, n. 1968)

## Allenatori di hockey su ghiaccio(1)
- Derek Edwardson, allenatore di hockey su ghiaccio e ex hockeista su ghiaccio statunitense (Morton Grove, n. 1981)

## Allenatori di sci alpino(1)
- Derek Trussler, allenatore di sci alpino e ex sciatore alpino canadese (n. 1964)

## Altisti(1)
- Derek Drouin, altista canadese (Sarnia, n. 1990)

## Archeologi(1)
- Derek Fortrose Allen, archeologo e numismatico britannico (Epsom, n. 1910 - Chipping Norton, † 1975)

## Artisti marziali misti(1)
- Derek Brunson, artista marziale misto statunitense (Wilmington, n. 1984)

## Attori(15)
- Derek Cecil, attore statunitense (Amarillo, n. 1973)
- Derek Deadman, attore britannico (Londra, n. 1940 - Frespech, † 2014)
- Derek Bond, attore e sindacalista britannico (Glasgow, n. 1920 - Londra, † 2006)
- Derek Jacobi, attore e regista teatrale britannico (Leytonstone, n. 1938)
- Derek Klena, attore e cantante statunitense (San Dimas, n. 1991)
- Derek Luke, attore statunitense (Jersey City, n. 1974)
- Derek Magyar, attore e regista statunitense (Ungheria, n. 1980)
- Derek Nimmo, attore inglese (Liverpool, n. 1930 - Londra, † 1999)
- Derek Phillips, attore e conduttore televisivo statunitense (Miami, n. 1976)
- Derek Stephen Prince, attore e doppiatore statunitense (Inglewood, n. 1969)
- Derek Richardson, attore statunitense (Queensbury, n. 1976)
- Derek Theler, attore e modello statunitense (n. 1986)
- Derek Tsang, attore e regista cinese (Guangdong, n. 1979)
- Derek de Lint, attore olandese (L'Aia, n. 1950)
- Dirk Bogarde, attore, cantante e scrittore britannico (Londra, n. 1921 - Londra, † 1999)

## Attori pornografici(1)
- Derek Cameron, attore pornografico statunitense (Bay City, n. 1972)

## Bobbisti(1)
- Derek Plug, bobbista canadese (Calgary, n. 1989)

## Calciatori(17)
- Derek Addison, ex calciatore scozzese (Dundee, n. 1955)
- Derek Asamoah, calciatore ghanese (Accra, n. 1981)
- Derek Boateng, ex calciatore ghanese (Accra, n. 1983)
- Derek Clarke, ex calciatore inglese (Willenhall, n. 1950)
- Derek Cornelius, calciatore canadese (Ajax, n. 1997)
- Derek Décamps, ex calciatore francese (Parigi, n. 1985)
- Derek Dougan, calciatore nordirlandese (Belfast, n. 1938 - Wolverhampton, † 2007)
- Derek Forster, calciatore inglese (Newcastle upon Tyne, n. 1949 - † 2024)
- Derek Freitas Ribeiro, calciatore brasiliano (Rio de Janeiro, n. 1997)
- Derek Kevan, calciatore inglese (Ripon, n. 1935 - Birmingham, † 2013)
- Derek Malas, calciatore e giocatore di calcio a 5 vanuatuano (Port Vila, n. 1983)
- Derek Possee, ex calciatore inglese (Southwark, n. 1946)
- Derek Riordan, calciatore scozzese (Edimburgo, n. 1983)
- Derek Saunders, calciatore inglese (Ware, n. 1928 - † 2018)
- Derek Smethurst, ex calciatore sudafricano (Durban, n. 1947)
- Derek Spence, ex calciatore nordirlandese (Belfast, n. 1952)
- Derek Sullivan, calciatore gallese (Newport, n. 1930 - † 1983)

## Canottieri(1)
- Derek Porter, ex canottiere canadese (n. 1967)

## Cantanti(4)
- Derek Barsham, cantante britannico (Enfield, n. 1930 - Capo Cod, † 2020)
- Fish, cantante e attore britannico (Dalkeith, n. 1958)
- Derek Sharp, cantante, chitarrista e produttore discografico canadese (Thunder Bay, n. 1965)
- Derek Shulman, cantante, polistrumentista e produttore discografico britannico (Glasgow, n. 1947)

## Cantautori(2)
- Mod Sun, cantautore e musicista statunitense (Bloomington, n. 1987)
- Derek Warfield, cantautore irlandese (Dublino, n. 1943)

## Cavalieri(1)
- Derek Allhusen, cavaliere britannico (Londra, n. 1914 - Norwich, † 2000)

## Cestisti(16)
- Derek Anderson, ex cestista statunitense (Louisville, n. 1974)
- Derek Cooke, cestista statunitense (Washington, n. 1991)
- Derek Fisher, ex cestista e allenatore di pallacanestro statunitense (Little Rock, n. 1974)
- Derek Harper, ex cestista statunitense (Elberton, n. 1961)
- Derek Hood, ex cestista statunitense (Kansas City, n. 1976)
- Derek Jackson, cestista statunitense (Cleveland, n. 1991)
- Derek Moore, ex cestista australiano (Sydney, n. 1975)
- Derek Needham, cestista statunitense (Dolton, n. 1990)
- Derek Ogbeide, cestista nigeriano (Lagos, n. 1997)
- Derek Raivio, ex cestista statunitense (Vancouver, n. 1984)
- Derek Reese, cestista statunitense (Orlando, n. 1993)
- Derek Sankey, ex cestista canadese (Vancouver, n. 1948)
- Derek Smith, cestista e allenatore di pallacanestro statunitense (Hogansville, n. 1961 - Bermuda, † 1996)
- Derek Stockalper, ex cestista statunitense (Vevey, n. 1984)
- Derek Strong, ex cestista statunitense (Los Angeles, n. 1968)
- Derek Willis, cestista statunitense (Louisville, n. 1995)

## Chimici(1)
- Derek Harold Richard Barton, chimico britannico (Gravesend, n. 1918 - College Station, † 1998)

## Chitarristi(4)
- Derek Bailey, chitarrista inglese (Sheffield, n. 1930 - Londra, † 2005)
- Derek Frigo, chitarrista statunitense (Chicago, n. 1966 - Beverly Hills, † 2004)
- Derek St. Holmes, chitarrista e cantante statunitense (Riverview, n. 1953)
- Derek Trucks, chitarrista statunitense (Jacksonville, n. 1979)

## Ciclisti su strada(1)
- Derek Gee, ciclista su strada e pistard canadese (Ottawa, n. 1997)

## Compositori(2)
- Derek Bermel, compositore, clarinettista e direttore d'orchestra statunitense (New York, n. 1967)
- Derek Bourgeois, compositore inglese (Kingston upon Thames, n. 1941 - Poole, † 2017)

## Critici cinematografici(1)
- Derek Elley, critico cinematografico e scrittore statunitense (n. 1955)

## Culturisti(1)
- Derek Lunsford, culturista statunitense (Petersburg, n. 1993)

## Danzatori(2)
- Derek Hough, ballerino, coreografo e attore statunitense (Salt Lake City, n. 1985)
- Derek Rencher, ballerino britannico (Birmingham, n. 1932 - † 2014)

## Fisici(1)
- Derek John De Solla Price, fisico, storico della scienza e informatico inglese (Leyton, n. 1922 - New Haven, † 1983)

## Geologi(1)
- Derek Briggs, geologo e paleontologo irlandese (n. 1950)

## Giocatori di baseball(2)
- Derek Fisher, giocatore di baseball statunitense (Lebanon, n. 1993)
- Derek Jeter, ex giocatore di baseball statunitense (Pequannock, n. 1974)

## Giocatori di football americano(16)
- Derek Anderson, ex giocatore di football americano statunitense (Scappoose, n. 1983)
- Derek Barnett, giocatore di football americano statunitense (Nashville, n. 1996)
- Derek Brown, ex giocatore di football americano statunitense (Fairfax, n. 1970)
- Derek Carr, giocatore di football americano statunitense (Fresno, n. 1991)
- Derek Carrier, giocatore di football americano statunitense (Edgerton, n. 1990)
- Derek Hagan, giocatore di football americano statunitense (Northridge, n. 1984)
- Derek Hardman, giocatore di football americano statunitense (Spencer, n. 1986)
- D.J. Hayden, giocatore di football americano statunitense (Houston, n. 1990 - Houston, † 2023)
- Derek Loville, ex giocatore di football americano statunitense (San Francisco, n. 1968)
- Derek Newton, giocatore di football americano statunitense (Utica, n. 1987)
- Derek Sherrod, giocatore di football americano statunitense (Chula Vista, n. 1989)
- Derek Stingley Jr., giocatore di football americano statunitense (Baton Rouge, n. 2001)
- Derek Tennell, ex giocatore di football americano statunitense (n. 1964)
- Cameron Wake, giocatore di football americano statunitense (Beltsville, n. 1982)
- Derek Watt, ex giocatore di football americano statunitense (Waukesha, n. 1992)
- Derek Wolfe, ex giocatore di football americano statunitense (Lisbon, n. 1990)

## Giornalisti(3)
- Derek Draper, giornalista e scrittore britannico (Chorley, n. 1967 - Londra, † 2024)
- Derek Humphry, giornalista inglese (Bath, n. 1930)
- Derek Taylor, giornalista, scrittore e critico teatrale britannico (Liverpool, n. 1932 - Sudbury, † 1997)

## Hockeisti su ghiaccio(5)
- Derek Eastman, hockeista su ghiaccio statunitense (Saint Paul, n. 1980)
- Derek Morris, ex hockeista su ghiaccio canadese (Edmonton, n. 1978)
- Derek Roy, hockeista su ghiaccio canadese (n. 1983)
- Derek Stepan, hockeista su ghiaccio statunitense (Hastings, n. 1990)
- Derek Toletti, hockeista su ghiaccio italiano (Milano, n. 1982)

## Hockeisti su prato(1)
- Derek Day, hockeista su prato britannico (Barnet, n. 1927 - Goudhurst, † 2015)

## Illustratori(1)
- Derek Riggs, illustratore inglese (Portsmouth, n. 1958)

## Ingegneri(1)
- Derek Gardner, ingegnere britannico (Warwick, n. 1931 - Lutterworth, † 2011)

## Maratoneti(1)
- Derek Clayton, ex maratoneta australiano (Barrow-in-Furness, n. 1942)

## Mezzofondisti(2)
- Derek Johnson, mezzofondista e velocista britannico (Chigwell, n. 1933 - † 2004)
- Derek Mandell, mezzofondista (Tamuning, n. 1986)

## Militari(1)
- Derek Keppel, ufficiale inglese (n. 1863 - † 1944)

## Musicisti(1)
- Pretty Lights, musicista e produttore discografico statunitense (n. 1981)

## Pallavolisti(1)
- Derek Guimond, pallavolista statunitense (n. 1992)

## Pattinatori di velocità su ghiaccio(1)
- Derek Parra, ex pattinatore di velocità su ghiaccio statunitense (San Bernardino, n. 1970)

## Piloti automobilistici(3)
- Derek Bell, ex pilota automobilistico britannico (Pinner, n. 1941)
- Derek Daly, ex pilota automobilistico irlandese (Dublino, n. 1953)
- Derek Warwick, ex pilota automobilistico britannico (Alresford, n. 1954)

## Piloti motociclistici(1)
- Derek Minter, pilota motociclistico britannico (Littlebourne, n. 1932 - † 2015)

## Poeti(2)
- Derek Mahon, poeta britannico (Belfast, n. 1941 - Cork, † 2020)
- Derek Walcott, poeta e scrittore santaluciano (Castries, n. 1930 - Cap Estate, † 2017)

## Politici(2)
- Derek Kilmer, politico statunitense (Penisola Olimpica, n. 1974)
- Derek Vaughan, politico britannico (Merthyr Tydfil, n. 1961)

## Rapper(3)
- Chino XL, rapper statunitense (New York, n. 1974 - New York, † 2024)
- Derek B, rapper britannico (Londra, n. 1965 - Londra, † 2009)
- Sadat X, rapper statunitense (New York, n. 1968)

## Registi(2)
- Derek Cianfrance, regista e sceneggiatore statunitense (Lakewood, n. 1974)
- Derek Yee, regista, sceneggiatore e attore cinese (Hong Kong, n. 1957)

## Rugbisti a 15(3)
- Gavin Quinnell, ex rugbista a 15 britannico (Llanelli, n. 1983)
- Derek Quinnell, ex rugbista a 15 e imprenditore britannico (Llanelli, n. 1949)
- Budge Rogers, ex rugbista a 15, allenatore di rugby a 15 e dirigente sportivo britannico (Bedford, n. 1939)

## Sceneggiatori(4)
- Derek Connolly, sceneggiatore statunitense (Miami, n. 1976)
- Derek Drymon, sceneggiatore, animatore e regista cinematografico statunitense (Morristown, n. 1968)
- Derek Haas, sceneggiatore, produttore cinematografico e produttore televisivo statunitense (n. 1970)
- Derek Kolstad, sceneggiatore statunitense (Madison, n. 1974)

## Scenografi(2)
- Derek R. Hill, scenografo statunitense
- Derek McLane, scenografo statunitense (Londra, n. 1958)

## Scrittori(2)
- Derek Landy, scrittore e sceneggiatore irlandese (Lusk, n. 1974)
- Derek B. Miller, scrittore statunitense (Boston, n. 1970)

## Snowboarder(1)
- Derek Livingston, snowboarder canadese (Scarborough, n. 1991)

## Stilisti(1)
- Derek Lam, stilista statunitense (San Francisco, n. 1967)

## Stuntman(1)
- Derek Mears, stuntman e attore statunitense (Bakersfield, n. 1972)

## Surfisti(1)
- Derek Ho, surfista statunitense (Kailua, n. 1964 - Pūpūkea, † 2020)

## Tastieristi(3)
- Derek Hilland, tastierista statunitense (Dayton, n. 1967)
- Derek Sherinian, tastierista e produttore discografico statunitense (Laguna Beach, n. 1966)
- Blue Weaver, tastierista e compositore gallese (Cardiff, n. 1947)

## Tennisti(1)
- Derek Tarr, ex tennista sudafricano (East London, n. 1959)

## Velocisti(3)
- Derek Mills, ex velocista statunitense (Washington, n. 1972)
- Derek Pugh, velocista britannico (Londra, n. 1926 - Londra, † 2008)
- Derek Redmond, ex velocista britannico (Bletchley, n. 1965)

## Wrestler(1)
- Robbie McAllister, wrestler scozzese (Oban)

## Senza attività specificata(3)
- Derek Rocco Barnabei,  statunitense (Norfolk, n. 1967 - Jarratt, † 2000)
- Derek Deane, ex ballerino e direttore artistico britannico (Redruth, n. 1953)
- Derek Meddings, effettista e artista britannico (Londra, n. 1931 - Cookham, † 1995)